# الطاهر بن عمار
الطاهر بن عمار: هو الطاهر بن الحاج محمد بن حسين بن عثمان بن الحاج علي بن عمار، ولد بمدينة تونس يوم 25 نوفمبر واسم العم محمد بن حسين بن عثمان بن عمار وابناؤه كل من محمد العربي بن عمار والمولود في سنة 1944 وخالد بن عمار شقيقة الأصغر كلهم من اب اسمه الحاج محمد بن عثمان بن حسين بن عمارمكان الولادة راس الدرب باب جديد تونس العاصمة 1889، وتوفي يوم 10 ماي 1985، سياسي تونسي، وقد تولى الوزارة الكبرى وفي عهده تم التوقيع على اتفاقية استقلال تونس.

## تكوينه
تلقى الطاهر بن عمار تعليمه الابتدائي بفرع المعهد العلوي وبالمركاض فيما بين 1895 و1902، وفي هذه السنة التحق بالتعليم الثانوي بالمعهد العلوي، وفي عام 1906 دخل الليسي كارنو، غير أنه انقطع عنه بسبب وفاة والده عام 1908. واضطر إلى الاشتغال بالفلاحة وتربية الماشية العائدة إلى العائلة.

## مساره السياسي
بدأ الطاهر بن عمار يخالط الأوساط السياسية التونسية منذ ما قبل الحرب العالمية الأولى، حيث تعرف على الشاذلي خير الله وعبد الجليل الزاوش وحسن القلاتي ممن برزوا على الساحة الوطنية. وفي عام 1920 كان من مؤسسي الحزب الحر الدستوري التونسي إلى جانب آخرين من بينهم الشيخ عبد العزيز الثعالبي، وأسندت إليه في جانفي 1921 رئاسة الوفد الثاني الذي شكله الحزب لتقديم المطالب التونسية إلى السلطات الفرنسية بالمتروبول. غير أنه انفصل عن الحزب عام 1922 وانتخب عام 1928 رئيسا للحجرة الفلاحية بالشمال وفي نفس السنة دخل المجلس الأكبر. وغداة الخطاب الذي ألقاه منديس فرانس في قرطاج يوم 31 جويلية 1954، عين يوم 7 أوت وزيرا أكبر في حكومية تفاوضية هدفها الوصول بالبلاد إلى الاستقلال الداخلي، وقد وقّع بتاريخ 3 جوان 1955 على اتفاقيات الاستقلال الداخلي، ووقع التجديد له على رأس الوزارة الكبرى في سبتمبر من نفس السنة، ثم إثر مفاوضات جديدة وقّع في 20 مارس 1956 على اتفاقية الاستقلال التام. واستقالت حكومته بعد اجتماع المجلس التأسيسي يوم 9 أفريل 1956. ورغم ابتعاده عن العمل السياسي بعد الاستقلال فقد وقعت إحالته على المحاكمة في سبتمبر 1958. سمي باسمه الشارع الرئيسي الذي يربط بين المنار 2 والمنزه 9.

## وصلات خارجية
- موقع حول الطاهر بن عمار

| سبقه محمد الصالح مزالي | وزير أكبر (تونس) 7 أوت 1954- 9 أفريل 1956 | تبعه الحبيب بورقيبة |